# Hyopsodontidae
Hyopsodontidae é uma família mamíferos ungulados da ordem "Condylarthra". Os registros fósseis vão do Paleoceno até o Eoceno na América do Norte e Eurásia.
Em geral eram pequenos animais insectívoros. Seu gênero mais conhecido é o Hyopsodus. Todos eles eram pequenos ungulados, seu tamanho ia desde do de um esquilo ao de uma doninha. Embora majoritariamente fossem herbívoros já que não possuíam poderosos caninos, os hiopsodontídeos, todavia, tinham uma dentição completa, com um conjunto completo de incisivos, caninos, pré-molares e molares. Durante o Paleoceno na Europa, alcançaram grande nível de diversidade, com os gêneros Louisina e Monshyus no Hainin, e depois no Cernaysiano, com o Tricuspiodon, o Paratricuspiodon e o Paschatherium.

## Lista de gêneros
- Aletodon Gingerich, 1977
- Chacomylus Williamson & Weil, 2011
- Dipavali Van Valen, 1978
- Dorraletes Gingerich, 1983
- Haplaletes Simpson, 1935
- Haplomylus Matthew, 1915
- Hyopsodus Leidy, 1870
- Litomylus Simpson, 1935
- Louisina Russell, 1964
- MicrohyusTeilhard de Chardin, 1927
- Monshyus Sudre & Russell, 1982
- Palasiodon Chow et al., 1976
- Paratricuspiodon Russell, 1964
- Paschatherium Russell, 1963
- Phenacodaptes Jepsen, 1930
- Promioclaenus Trouessart, 1904
- Tricuspiodon Lemoine, 1885